# Аббасов, Руслан Олегович
Русла́н Оле́гович Абба́сов (азерб. Ruslan Abbasov; род. 24 июня 1986, Баку) — азербайджанский и российский легкоатлет, специалист по бегу на короткие дистанции. Выступал как элитный спортсмен в 2005—2015 годах, победитель и призёр первенств национального значения, действующий рекордсмен Азербайджана в эстафете 4 × 100 метров, участник летних Олимпийских игр в Пекине.

## Биография
Руслан Аббасов родился 24 июня 1986 года в Баку, Азербайджанская ССР.
Выступал на различных международных соревнованиях в составе азербайджанской национальной сборной начиная с 2005 года.
В 2006 году стартовал в беге на 200 метров на чемпионате Европы в Гётеборге.
В 2007 году бежал 100 и 200 метров на молодёжном европейском первенстве в Дебрецене, дойдя в обоих случаях до стадии полуфиналов. Отметился выступлением на чемпионате мира в Осаке, где на тех же дистанциях не смог пройти дальше предварительных квалификационных этапов. Также в этом сезоне на соревнованиях в Баку установил свои личные рекорды в беге на 100 и 200 метров — 10,28 и 20,74 соответственно.
В 2008 году участвовал во второй лиге Кубка Европы в Банска-Бистрице. Выполнив олимпийский квалификационный норматив, удостоился права защищать честь страны на летних Олимпийских играх в Пекине — на предварительном квалификационном этапе бега на 100 метров показал результат 10,58 и в финал не вышел.
После пекинской Олимпиады Аббасов остался в составе легкоатлетической команды Азербайджана и продолжил принимать участие в крупнейших международных стартах. Так, в 2009 году, выступая в третьей лиге командного чемпионата Европы в Сараево, вместе со своими соотечественниками установил национальный рекорд Азербайджана в эстафете 4 × 100 метров — 39,78.
В 2011 году бежал 60 метров на чемпионате Европы в помещении в Париже, выиграл 100 и 200 метров, а также эстафету 4 × 100 метров, в третьей лиге командного чемпионата Европы в Рейкьявике.
В 2012 году в беге на 100 метров дошёл до полуфинала на чемпионате Европы в Хельсинки.
Впоследствии в течение некоторого времени проживал в России и выступал за Краснодарский край. В частности, в 2015 году в составе сборной Краснодарского края выиграл бронзовую медаль на чемпионате России по эстафетному бегу в Адлере — в дисциплине 400 + 300 + 200 + 100 метров. Тренировался в краснодарском краевом Региональном центре спортивной подготовки по лёгкой атлетике. Мастер спорта России.